# Eduardo Góes Neves
Eduardo Góes Neves é um arqueólogo brasileiro e um dos principais pesquisadores atuantes na Amazônia, principalmente nos arredores de Manaus, no estado do Amazonas.
É graduado em História pela USP (1986) e doutor em arqueologia pela Indiana University (2000), sob a orientação de Geoffrey Conrad e sua pesquisa focou nos estudos etnoarqueologicos com os povos Tarianos, em Iauareté.
Desde 1989 vem atuando como professor do Museu de Arqueologia e Etnologia da Universidade de São Paulo, onde ensina na graduação e na pós-graduação. Atua também como professor e orientador no programa de pós-graduação em Ciências do Ambiente da Universidade Federal do Amazonas. Foi consultor para a implementação do Curso Superior de Tecnologia em Arqueologia da Universidade do Estado do Amazonas. Lecionou e orienta projetos acadêmicos na Universidad del Centro de La Provincia de Buenos Aires, Olavarría, Argentina. Realiza pesquisas e orienta trabalhos acadêmicos na Amazônia brasileira, principalmente em sua porção ocidental. É presidente da Sociedade de Arqueologia Brasileira (Biênio 2009-2011).

## Publicações Científicas
Livro
- Arqueologia da Amazônia. Rio de Janeiro: Jorge Zahar, 2006
- MCEWAN, C. (Org.) ; BARRETO, C. (Org.) ; NEVES, E. G. (Org.) . Unknown Amazon: Culture in Nature in Ancient Brazil. Londres, Inglaterra: British Museum Press, 2001.
- Sob os tempos do equinócio: Oito mil anos de história na Amazônia central. Ubu Editora, 2022

Principais artigos publicados
- Archaeological Cultures and Past Identities in Precolonial Central Amazon. In: Alf Hornborg; Jonathan Hill. (Org.). Ethnicity in Ancient Amazonia: Reconstructing Past Identities from Archaeology, Linguistics, and Ethnohistory. Boulder: University of Colorado Press, 2010.
- Warfare in Pre-Colonial Amazonia: When Carneiro Meets Clastres. In: Axel Nilsen; William Walker. (Org.). Warfare in Cultural Context: Practice Theory and the Archaeology of Violence. Tucson: University of Arizona Press, 2009
- Ecology, Ceramic Chronology and Distribution, Long-Term History and Political Change in the Amazonian Floodplain. In: Helaine Silvermann; Willliam Isbell. (Org.). Handbook of South American Archaeology. New York: Springer, 2008
- The Relevance of Curt Nimuendajú´s Archaeological Work. In: Per Stenbrog; Stig Rydén. (Org.). In Pursuit of a Past Amazon. Götebrog, Sweden: Museum of World Culture, 2004, v. 45, p. 2-8.
- O Velho e o Novo na Arqueologia Amazônica. Revista USP, Brasil, v. 44, p. 87-113, 1999
- Twenty Years of Amazonian Archaeology in Brazil. Antiquity (Cambridge), Inglaterra, v. 72, p. 625-632, 1998
- Village Fissioning in Amazonia: A Critique of Monocausal Determinism. Revista do Museu de Arqueologia e Etnologia, São Paulo, v. 1995, n. 5, 1995